# Hexatoma enavata
Hexatoma enavata är en tvåvingeart som beskrevs av Alexander 1938. Hexatoma enavata ingår i släktet Hexatoma och familjen småharkrankar. Inga underarter finns listade i Catalogue of Life.